# Social shopping
Il social shopping è un metodo di commercio in cui, nell'esperienza d'acquisto, vengono coinvolti gli amici degli acquirenti. Il Social shopping tenta di utilizzare la tecnologia per simulare le interazioni sociali che si trovano in centri commerciali e in negozi fisici. Con l'aumento dei dispositivi mobili, il social shopping si sta ora estendendo oltre il mondo on-line e nello stesso tempo nel mondo offline dello shopping.

## Cinque categorie di spesa sociale
Il Social shopping abbraccia una vasta gamma di definizioni, ma può in gran parte essere diviso in cinque categorie: siti di shopping di gruppo, comunità di shopping, motori di raccomandazione, mercati di shopping e shopping condiviso.
Le comunità di shopping aggregano persone che la pensano allo stesso modo per discutere, condividere e acquistare in negozio.
Gli utenti comunicano e aggregano informazioni su prodotti, prezzi e offerte. Molti siti permettono agli utenti di creare delle liste della spesa personalizzate e condividerle con gli amici.
I motori di raccomandazione permettono agli acquirenti di fornire consulenza ad altri acquirenti. Questa categoria di social shopping richiede un compagno acquirente che acquisti il prodotto e lo consigli. Tradizionali aziende online di recensione del prodotto come ad esempio  Amazon hanno contribuito a molti consumatori. E le nuove startup di social shopping incoraggiano le conversazioni intorno all'acquisto di un prodotto con amici o conoscenti di un utente, al fine in incentivare un acquisto globale.
I mercati di shopping sociale portano i venditori e gli acquirenti a connettersi insieme ed effettuare acquisti. Questo tipo di attività riunisce i venditori indipendenti a creare un forum al fine di esporre e vendere le loro merci agli acquirenti. Il mercato offre agli acquirenti e venditori vari metodi per connettersi e per comunicare. In questo caso è importante la figura del promotore e-commerce per i venditori e di motore di scoperta per gli acquirenti.
Shopping condiviso - questa categoria è costituita da siti di e-commerce basati su un catalogo online, che permettono ai clienti di formare specifici gruppi commerciali di collaborazione in cui una persona può guidare una esperienza di shopping online per una o più altre persone, utilizzando la comunicazione in tempo reale sia tra loro che con il rivenditore.

## Vantaggi del social shopping per i rivenditori
I siti di social shopping possono generare profitti non solo dalla pubblicità e  Click rate, ma anche attraverso la condivisione di informazioni che provengono dai loro utenti verso i rivenditori. Alcuni siti si concentrano sulla condivisione di recensioni e raccomandazioni di gradimento, le quali sono difficili da acquisire da parte del personale di vendita.

## Vantaggi del social shopping per i clienti
I siti di social shopping motivano i propri utenti a partecipare in vari modi. Molti siti non offrono nessuno specifico guadagno per l'utente se non la ricompensa sociale per aver condiviso informazioni con la comunità. Altri siti, invece, offrono ricompense tangibili per la condivisione delle informazioni o, talvolta, incentivi sotto forma di reputazione punti che possono essere convertiti in regali.

## Estensioni del social shopping
Ci sono vari modi per i negozi per utilizzare le funzionalità di social shopping. Alcuni siti web offrono una combinazione di shopping basata sul confronto tra le varie caratteristiche sociali. Altri combinano i negozi fisici e le caratteristiche sociali consentendo ai clienti di condividere le offerte da parte dei rivenditori fisici attraverso il telefono o il sito web e di interagire con altri utenti che hanno simili interessi commerciali.
Alcuni siti web utilizzano specifiche reti sociali online e vari strumenti, piuttosto che cercare di costruire il proprio. Con l'implementazione di applicazioni come Facebook Connect che permette agli utenti di chiedere pareri ai loro amici di Facebook su acquisti direttamente sul sito di social shopping.

## La diffusione territoriale
L'esperienza del social shopping si è diffusa in molti paesi.:Argentina, Spagna Francia

## I fenomeniSocialin Italia
Il social shopping in Italia arrivano con un certo ritardo rispetto ad altri paesi, sulla scia del successo di iniziative internazionali come Groupon. Si affiancano anche altre forme similari in settori particolari come BlaBlaCar per i passaggi automobilistici condivisi medio-lunga percorrenza, Uber per i passaggi automobilistici cittadini, Fubles per le iniziative sportive condivise, Airbnb, per locazioni brevi tra privati.

## Evoluzione del social shopping
L'evoluzione successiva del social shopping, vede un abbandono dell'iniziale logica di couponing massivo e il social shopping sta diventando sempre più un vero e proprio strumento di marketing a servizio delle pmi e degli esercenti, anche a supporto delle proprie piattaforme di ecommerce e dei propri e shop, senza sostituirsi ad essi.